# محمد زعموم
محمد زعموم المعروف باسم سي صالح (1928-1961) مناضل جزائري تولى قيادة الولاية الرابعة التاريخية إبان ثورة التحرير الجزائرية إلى غاية مقتله في 1961

## نشاته
ولد محمد زعموم في 29 نوفمبر 1928 بعين طاية، الجزائر، بعد دراسته الأولى إشتغل ككاتب عام لبلدية إيغيل أومولا.

## نضاله السياسي
بدأ نشاطه السياسي مبكرا رفقة أخيه علي، حيث أصبح عضوا في المنظمة الخاصة مسؤولا عن خلايا بمناطق مختلفة بالقبائل، وقد مكنته وظيفته بالبلدية من مساعدة المناضلين في الحصول على وثائق هوية مزيفة، اعتقل من طرف السلطات الفرنسية وأطلق سراحه في ربيع 1954.

## مشاركته في الثورة الجزائرية
إنتقل إلى حياة السرية إلى غاية اندلاع الثورة حيث أشرف على التحضير لها في منطقة القبائل بالتنسيق مع كريم بلقاسم.
سنة 1956 حكمت عليه السلطات الفرنسية بالإعدام غيابيا.
عين عضوا في مجلس الولاية الرابعة، ليخلف العقيد سي أمحمد بوقرة على رأس الولاية الرابعة سنة 1957، إلتحق بتونس لبحث قضية وصول الأسلحة إلى الداخل وأصبح عضوا في المجلس الوطني للثورة الجزائرية سنة 1958.
بعد عودته من تونس ونظرا الظروف الولاية الرابعة الصعبة في مواجهة جيوش الإستعمار، غامر بالإتصال بالجنرال ديغول في محاولة لإيجاد تسوية للقضية الجزائرية.
حيث وفي يوم 10 جوان 1960 كان محمد زعموم ضمن ثلاثة ممثلين عن الولاية الرابعة التقوا شارل ديغول ممثلا عن الجمهورية الفرنسية لكن تصرفه هذا أعتبر خارج القانون لأنه لم يستشر قيادة جبهة التحرير الوطني. وعرفت القضية بلقاء الايليزي.

## مقتله
طلبت منه قيادة الحكومة المؤقتة الانتقال إلى تونس لشرح القضية ومحاكمته، وفي الطريق إلى تونس وقع في كمين نصبته قوات الإستعمار سقط على إثره شهيدا، وكان ذلك قرب مشدالة (بولاية البويرة حاليا) في 20 جويلية 1961.

## شخصيات
- محند أكلي بن شعبان